# Gosław (powiat gryficki)
Gosław – wieś sołecka w północno-zachodniej Polsce, położona w województwie zachodniopomorskim, w powiecie gryfickim, w gminie Trzebiatów.
Według danych z 28 lutego 2009 wieś miała 297 mieszkańców.
W latach 1946–1998 miejscowość administracyjnie należała do województwa szczecińskiego.
Do Gosławia prowadzi droga powiatowa nr 0130Z z Gołańczy Pomorskiej, gdzie biegnie droga wojewódzka nr 102.

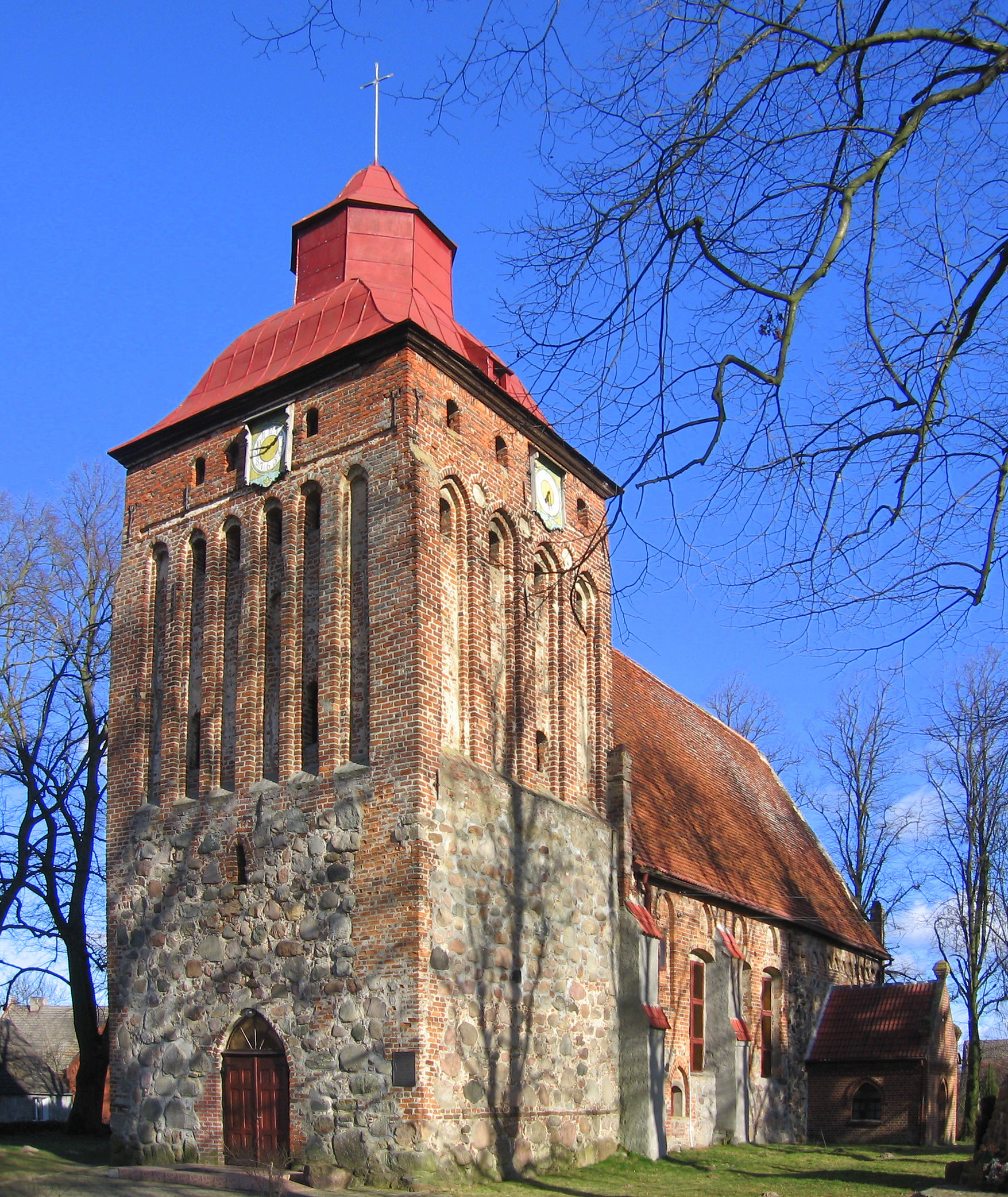
Wieża kościoła pw. Chrystusa Króla

We wsi znajduje się zabytkowy kościół parafialny pw. Chrystusa Króla oraz parterowy dwór kryty dachem naczółkowym z końca XIX w.
Gosław jest siedzibą leśnictwa.
Gmina Trzebiatów utworzyła sołectwo Gosław, będące jej jednostką pomocniczą. Obejmuje ono jedynie wieś Gosław, której mieszkańcy wybierają sołtysa i 5-osobową radę sołecką.
W 2007 roku do Gosławia została włączona gajówka Jawory, która jest odległa o 2 km na południowy wschód od wsi.
Na cmentarzu rośnie grupa 20 drzew lipy drobnolistnej o obwodach ok. 3,0 m.
| Zakres wieku mężczyzn | Mężczyźni | Kobiety | Zakres wieku kobiet |
| --------------------- | --------- | ------- | ------------------- |
| 0–19                  | 39        | 40      | 0–19                |
| 20–60                 | 104       | 75      | 20–65               |
| powyżej 60            | 10        | 29      | powyżej 65          |
| Razem (Σ)             | 153       | 144     | (Σ) Razem           |